# Phomopsis sorbicola
Phomopsis sorbicola är en svampart som beskrevs av Grove 1930. Phomopsis sorbicola ingår i släktet Phomopsis och familjen Diaporthaceae.   Inga underarter finns listade i Catalogue of Life.